# Závažná Poruba
Závažná Poruba és un poble i municipi d'Eslovàquia que es troba a la regió de Žilina, al centre-nord del país.

## Història
La primera menció escrita de la vila es remunta al 1263.

## Demografia
| Godina             | 1994 | 2004   | 2014   | 2024   |
| ------------------ | ---- | ------ | ------ | ------ |
| Nombre de persones | 1211 | 1228   | 1252   | 1295   |
| Diferència         |      | +1,40% | +1,95% | +3,43% |

| Godina             | 2023 | 2024   |
| ------------------ | ---- | ------ |
| Nombre de persones | 1290 | 1295   |
| Diferència         |      | +0,38% |